# Municipio de Horse Creek (Carolina del Norte)
El municipio de Horse Creek (en inglés: Horse Creek Township) es un municipio ubicado en el  condado de Ashe en el estado estadounidense de Carolina del Norte. En el año 2010 tenía una población de 680 habitantes.

## Geografía
El municipio de Horse Creek se encuentra ubicado en las coordenadas 36°30′37.44″N 81°34′29.39″O / 36.5104000, -81.5748306.